# Physics of Atomic Nuclei
Physics of Atomic Nuclei is een wetenschappelijk tijdschrift op het gebied van de kernfysica. Het bevat vertalingen uit het Russisch van artikelen die oorspronkelijk zijn verschenen in het tijdschrift yadernaya Fizika, dat wordt uitgegeven door de Russian Academy of Sciences and State Commission on Use of Atomic Energy.
Physics of Atomic Nuclei wordt uitgegeven door American Institute of Physics.